# Cliff Simpson
Pour les articles homonymes, voir Simpson.
Cliff Simpson (né le 4 avril 1923 à Toronto en Ontario au Canada et mort le 30 mai 1987) est un joueur professionnel canadien de hockey sur glace.

## Carrière
Il commence sa carrière de joueur professionnel en 1942 aux Capitals d'Indianapolis en LAH, où il joue jusqu'en 1947. À l'époque les Capitals d'Indianapolis étaient une équipe affiliée des Red Wings de Détroit.

Ainsi en 1946 il évolue dans l'équipe première et fait ses premiers pas en Ligue nationale de hockey.

En LNH il ne joue que six matchs en saison régulière et deux en séries éliminatoires.

En 1948 il retrouve les Capitals avant de rejoindre les Flyers de Saint-Louis, toujours en LAH. Il y termina sa carrière en 1952.

## Statistiques
Pour les significations des abréviations, voir Statistiques du hockey sur glace.
| Saison    | Équipe                  | Ligue |    | Saison régulière | Saison régulière | Saison régulière | Saison régulière | Saison régulière |   | Séries éliminatoires | Séries éliminatoires | Séries éliminatoires | Séries éliminatoires | Séries éliminatoires |
| Saison    | Équipe                  | Ligue | PJ | B                | A                | Pts              | Pun              | PJ               | B | A                    | Pts                  | Pun                  |                      |                      |
| 1942-1943 | Capitals d'Indianapolis | LAH   | 18 | 0                | 11               | 11               | 13               |                  |   |                      |                      |                      |                      |                      |
| 1945-1946 | Capitals d'Indianapolis | LAH   | 52 | 21               | 15               | 36               | 6                |                  |   |                      |                      |                      |                      |                      |
| 1946-1947 | Capitals d'Indianapolis | LAH   | 54 | 42               | 36               | 78               | 28               |                  |   |                      |                      |                      |                      |                      |
| 1946-1947 | Red Wings de Détroit    | LNH   | 6  | 0                | 1                | 1                | 0                | 1                | 0 | 0                    | 0                    | 0                    |                      |                      |
| 1947-1948 | Capitals d'Indianapolis | LAH   | 68 | 48               | 62               | 110              | 31               |                  |   |                      |                      |                      |                      |                      |
| 1947-1948 | Red Wings de Détroit    | LNH   |    |                  |                  |                  |                  | 1                | 0 | 0                    | 0                    | 2                    |                      |                      |
| 1948-1949 | Capitals d'Indianapolis | LAH   | 52 | 25               | 21               | 46               | 12               | 2                | 2 | 0                    | 2                    | 0                    |                      |                      |
| 1949-1950 | Flyers de Saint-Louis   | LAH   | 56 | 31               | 52               | 83               | 8                | 2                | 0 | 0                    | 0                    | 0                    |                      |                      |
| 1950-1951 | Flyers de Saint-Louis   | LAH   | 65 | 40               | 34               | 74               | 8                |                  |   |                      |                      |                      |                      |                      |
| 1951-1952 | Flyers de Saint-Louis   | LAH   | 47 | 26               | 26               | 52               | 6                |                  |   |                      |                      |                      |                      |                      |